# Lucas Leiva
Lucas Pezzini Leiva (Dourados, 1987. január 9. –) brazil labdarúgó, a Grêmio és Brazília válogatottjának védekező középpályása.

## Pályafutása

### Gremio
2005 októberében vált ismertté a neve a labdarúgás berkeiben is, majd hamarosan ezután a legfiatalabb díjazottként nyerte meg a Bola de Ouro díjat, ami a brazil labdarúgó bajnokság aranylabdája, amit olyan játékosok nyertek meg előtte, mint Zico, Romario, Kaká és Carlos Tevez.

### Liverpool
A brazilt a Liverpool 2007. május 11-én szerezte meg 5 millió fontért, debütálására pedig 2007. augusztus 28-án került sor egy FC Toulouse elleni UEFA-bajnokok ligája selejtezőn, amikor is Rafa Benítez egy második félidei csereként küldte pályára. Első szezonjában több mint 30 mérkőzésen lépett pályára és az első gólját is megszerezte egy 25 méteres csavarás után a Havant and Waterlooville elleni FA Kupa mérkőzésen.
A második szezonjában újabb 39 mérkőzésen szerepelt, annak ellenére, hogy olyan vetélytársai akadtak a csapatba kerülésért, mint Xabi Alonso vagy Javier Mascherano. A szezon pillanata 2009 májusában jött el amikor is Xabi Alonso helyére állt be csereként, csapata pedig 4-1-re nyert a rivális Manchester United otthonában az Old Traffordon.
Xabi Alonso távozása a Real Madridhoz azt jelentette, hogy Lucas Leiva a csapat fontos részévé vált és úgy tűnt örömmel veszi az új kihívást és felelősséget. A 2009-10es szezon legjobb fiatal liverpooli játékosának választották meg a szurkolók és ez a legékesebb bizonyítéka volt annak, hogy mekkorát nőtt is valójában a KOP szemében.
A következő, 2010-11es szezonban már Kenny Dalglish irányítása alatt egy új, hosszútávú szerződést írt alá a középpályás, majd folytatva töretlen fejlődését immár a szezon legjobb játékosának választották meg a csapat szurkolói.
A 2011-12es szezon során több meccsen is világklasszis teljesítményt nyújtott, főleg a Chelsea FC elleni mérkőzéseken, ám sajnos az egyik ilyen alkalmával, egy Juan Matával való ütközés során súlyosan megsérült és az idény hátralévő részére harcképtelenné vált, ami aztán meg is látszott csapata további teljesítményén, hiszen az addig betonbiztos védelem sérülése után sorra kapta a gólokat.
2022. június 27-én a Grêmio csapata szerződtette.

#### A válogatottban
A fiatal játékos (a korábbi brazil labdarúgó Leivinha unokaöccse) csapatkapitányként vezette győzelemre hazája U20-as válogatottját a 2007-es dél-amerikai utánpótlás tornán 4 gólt szerezve.
Így nem csoda, hogy Dunga, a felnőtt válogatott edzője azonnal felfigyelt rá. 2006-ban a Kuwait SC ellen debütált a válogatottban, de mivel a meccs nem volt hivatalos FIFA mérkőzés, így nem számít bele a válogatott fellépéseibe sem. Az első igazi hivatalos fellépése a válogatottban 2007 augusztusában volt az Algériai labdarúgó-válogatott ellen.
Az ifjú középpályás bekerült a 2008-as pekingi olimpia brazil keretébe, ahol majdnem minden mérkőzésen játszott, ám az Argentína elleni elődöntőben piros lapot kapott (liverpooli csapattársával, Javier Mascheranóval szemben elkövetett szabálytalanságáért), a mérkőzést pedig 3–0-ra elvesztették. A Belgium elleni győztes bronzmeccsen piros lapja miatt nem szerepelhetett, de így is örülhetett az olimpiai harmadik helyezésnek.

## Magánélete
Lucasnak a brazil mellett olasz útlevele is van.